# Shinsei toire no Hanako-san
Pour plus de détails, voir Fiche technique et Distribution.
Shinsei toire no Hanako-san est un film japonais réalisé par Yukihiko Tsutsumi et sorti en 1998.

## Synopsis
Satomi Kurahashi et ses deux amis Kanae Sawaguchi et Kosuke Kashiwagi se trouvent au collège Midoridai. Dans ce collège la sœur de Satomi disparut. Satomi entend une voix nulle part murmurant son nom. Plus tard, elle est trouvée inconsciente, et après elle dit qu'elle a vu un fantôme. Les amis commencent à essayer de contacter le monde spirituel. Un esprit répond effectivement. Le mal qui avait dormi pendant onze ans revient avec une fureur qui change de vie pour toujours 

## Fiche technique
Fiche technique, :
| Mitsuru Itô     | producteur            |
| Akio Nanjo      | musique               |
| Akira Mitake    | cinematographie       |
| Satoru Karasawa | montage               |
| Masahiro Ônaga  | maquilleur            |
| Yûichi Matsui   | maquilleur spécial    |
| Manabu Asô      | assistant réalisateur |

## Distribution
Distribution , :
| Hiroiki Ariyoshi  | Enseignant            |
| Eri Fuse          | Infirmières scolaires |
| Maya Hamaoka      | Kanae Sawaguchi       |
| Satomi Ishii      |                       |
| Hideyuki Kasahara |                       |
| Ai Maeda          | Satomi Kurahashi      |
| Akaji Maro        | Monk                  |
| Yuri Mizutani     | Mari Kitamura         |
| Kazunari Moriwaki | Enseignant            |
| Hiroshi Nagano    | Yabe                  |
| Yûka Nomura       | Shin'ichi Ogishima    |
| Ichirô Ogura      | Takeo Kurahashi       |
| Ayako Omura       | Etsuko Mamiya         |
| Aya Suyama        | Kaori Kurahashi       |
| Reiko Takashima   | Reiko Kashima         |
| Miyako Yamaguchi  | Eiko Kurahashi        |

## La légende de mademoiselle Hanako
D'après la légende de Mlle Hanako, une personne qui frappe trois fois à la troisième porte des toilettes des filles du troisième étage, avant de crier « Es-tu là, Hanako-san ? » (« Hanako-san irasshaimasu ka? »), alors elle répondra « Je suis là » (« Hai »). Si la personne décide d'entrer, elle verra une jeune fille portant une robe rouge. Hanako-san est une légende urbaine populaire, souvent utilisée en tant que test de courage par les enfants, ou comme bizutage dans les écoles, de manière similaire à la légende urbaine Bloody Mary en Occident.